# Alpi Eagles
Alpi Eagles war eine private italienische Fluggesellschaft mit Sitz in Sant’Angelo di Piove di Sacco und Basis auf dem Flughafen Venedig-Marco Polo.

## Geschichte
Das Unternehmen wurde 1979 als Aerobaticteam gegründet und spezialisierte sich später auf den Transportmarkt. Im Mai 1996 nahm Alpi Eagles den Passagierliniendienst von Venedig aus auf. Die Fluggesellschaft gehörte Interbanca, Ithifly – Veneto Sviluppo und Titano – Airontours.
Wegen finanzieller Schwierigkeiten stellten die italienischen Luftfahrtbehörden der Airline keine Lizenz mehr aus, so dass diese den Betrieb per 1. Januar 2008 einstellen musste.

## Flugziele
Alpi Eagles führte Linienflüge zwischen einigen inneritalienischen und europäischen Zielen durch. Angeflogen wurden Bari, Brindisi, Cagliari, Catania, Cuneo, Mailand, Neapel, Olbia, Palermo und Venedig im Inland sowie international Athen, Barcelona, Berlin, Nizza, Paris, Timişoara, Bukarest und Tirana.

## Flotte
Mit Stand Oktober 2007 bestand die Flotte der Alpi Eagles aus zehn Flugzeugen:
- 10 Fokker 100

Bestellungen
- 10 Embraer 195